# Francisco Pi y Margall
Francisco Pi y Margall (en catalan Francesc Pi i Margall), né le 20 avril 1824 à Barcelone et mort le 29 novembre 1901 à Madrid, est un homme d'État espagnol et un écrivain romantique. Il est qualifié de « principal théoricien du fédéralisme politique du XIXe siècle » .
L’historien Juan Pablo Fusi le qualifie de « l’un des saints laïcs de l’Espagne ». Il souligne également que, bien que n’étant pas un « excellent dirigeant », il s’agit d’un homme « d’une honnêteté véritablement extraordinaire et exceptionnelle ».

## Biographie
Journaliste libéral, il s'exile en France après le soulèvement non réussi de 1866 contre le général Leopoldo O'Donnell. Après le renversement d'Isabelle II en 1868, il est élu aux Cortes l'année suivante. 
Le 11 juin 1873, il est élu deuxième président du pouvoir exécutif de la République. Lors de la crise de la Révolution cantonale, il doit démissionner dès le 18 juillet suivant. Après la restauration de la monarchie en 1875, il poursuit sa carrière comme député aux Cortes.
Il défend le fédéralisme contre le centralisme, gagnant ainsi une large popularité  en Catalogne parmi les régionalistes et également parmi les anarchistes. 
Il favorise également l'autonomie de Cuba. Son bon sens et son intelligence lui font gagner le respect même de la droite hostile.[réf. souhaitée]
Francisco Pi y Margall est membre de la franc-maçonnerie.

## Œuvres
- La España Pintoresca, 1841.
- Historia de la Pintura, 1851.
- Estudios de la Edad Media, 1851. Première édition en 1873.
- El eco de la revolución, 1854.
- La reacción y la revolución, 1855.
- Declaración de los treinta, 1864.
- La República de 1873, 1874.
- Joyas literarias, 1876.
- Las nacionalidades, 1877. Traduit de l'espagnol par Louis-Xavier de Ricard sous le titre Les nationalités : essai de philosophie politique, Paris, Éd. Germer Baillière, coll. «Bibliothèque de philosophie contemporaine», 1879.
- Historia General de América, 1878.
- La Federación, 1880.
- Constitución federal, 1883.
- Observaciones sobre el carácter de Don Juan Tenorio, 1884.
- Las luchas de nuestros días, 1884.
- Primeros diálogos, non daté.
- Amadeo de Saboya, non daté.
- Programa del Partido Federal, 1894.